# Artabotrys
- Commons
- Wikispecies

Artabotrys é um género botânico pertencente à família Annonaceae.